# Pascal Haüsermann
Pour les articles homonymes, voir Hausserman.
Pascal Haüsermann,, né le 19 novembre 1936 à Bienne dans le canton de Berne et mort le 1er novembre 2011 à Madras au Tamil Nadu, est un architecte suisse utopiste spécialisé dans les maisons bulles et l'architecture organique. L'essentiel de ses créations ont été édifiées en région Rhône-Alpes, en France. De 1966 à 1972, la plupart de ses œuvres sont cosignées avec l'architecte Claude Costy. Précurseur de la Blob architecture.

## Biographie
Élève à l’École d’architecture de l’université de Genève, il poursuit ses études à Londres, dans l'ingénierie, jusqu'en 1962.
En 1959, à 21 ans, il construit pour son père sa première maison en voile de béton sans coffrage, à Grilly.
La rupture avec l’architecture fonctionnaliste où triomphent la ligne droite et les formes géométriques apparaît déjà dans cette première œuvre, et ne cessera de s'affirmer dans toutes ses réalisations.
Il réalise sa première commande en 1960 à Pougny, et développe la technique du voile de béton.
Il rencontre Claude Costy à l'école de Genève, ils obtiennent leur diplôme tous les deux en 1962 et ils formeront un couple entre 1966 et 1972. Ils cosignent pratiquement tous les projets de cette période.
En 1966, ils adhèrent au Groupe International d’Architecture Prospective dont les fondateurs sont : Michel Ragon, Yona Friedman, Walter Jonas (de), Paul Maymont, Ionel Schein, Georges Patrix et Nicolas Schöffer.

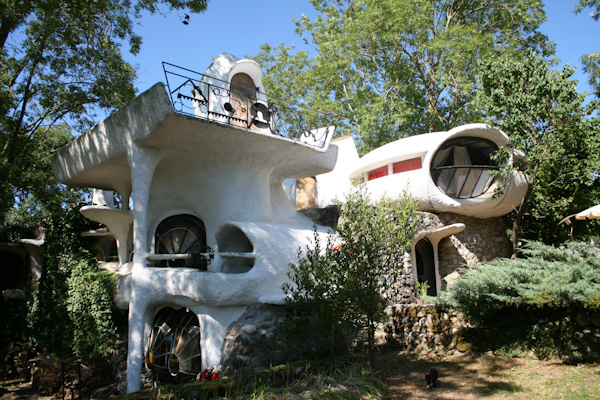
Maison bulle de Minzier conçue et construite par Claude Costy-Haüsermann et lui-même.

Le couple Haüsermann-Costy commencent la construction de leur propre maison, une maison bulle, en 1968 à Minzier (Haute Savoie).
Il fonde en 1971 l’association « Habitat Évolutif », à Douvaine, avec Claude Costy, Jean-Louis Chanéac et Antti Lovag. Le maire de cette commune, Jacques Miguet, esthète passionné d’architecture, leur propose un terrain libre de toute contrainte administrative, afin qu’ils puissent expérimenter leurs théories urbaines. Le chantier commence en 1972 pour s’interrompre brutalement en 1977, à la suite d'un changement de municipalité. Il subsiste de cette aventure exceptionnelle un ensemble urbain unique dans l’œuvre d'Haüsermann (Labellisé le 10 mars 2003 au titre de « Patrimoine du xxe siècle »).
Entre 1971 et 1973, intéressé par la maison toute en plastique et préfabriquée, il développe les Domobiles. Qui combinent et juxtaposent des coques en mousse de polyuréthane recouvertes de polyester armé, l'habitation pouvant évoluer au gré de l'usager par ajout de nouvelles coques. Malgré son attractivité économique, les réalisations se heurteront aux refus de permis de construire.
Libertaire et humaniste, Pascal Haüsermann accorde de plus en plus d'intérêt à l'autoconstruction, du fait que cette pratique place l'humain au centre du projet architectural, bien au-delà des formes.
Les règlements d’urbanisme français empêchent dès les années 70 l’aboutissement de ses projets, notamment sur Douvaine, mais aussi pour les Domobiles. Il cesse de faire des projets en France.
Il se consacre à la restauration de l’Immeuble Clarté de Le Corbusier à Genève. Cet immeuble a failli être rasé pour des raisons spéculatives. Avec l'architecte Bruno Camoletti, ils acquièrent l'immeuble en 1975 pour le restaurer, ils entretiennent également les immeubles à proximité pour la préservation du site dans son ensemble.
En 1981, il revient en France avec un important projet de complexe hôtelier au château des Avenières en Haute Savoie. Sans succès sur cette opération immobilière controversée. Il restaure le château et y ouvre un restaurant puis un autre à Genève.
En 1990, il quitte l'Europe pour Madras en Inde afin de poursuivre sa recherche. D'après Julien Donada, ses projets n'auraient pas abouti en Inde, il y réalisa une maquette de bulle en métal pour une chaîne hôtelière qui ne sera jamais créée.
Il meurt le 1er novembre 2011 à Madras.

## Principales réalisations
- 1959 : Villa le Dolmen[12], à Grilly, dans l'Ain.
- 1966 (avec Claude Costy) : Le Balcon de Belledonne[13], centre de loisirs à Sainte-Marie-du-Mont, en Isère. Labellisé Architecture contemporaine remarquable en 2003.
- 1966-1967 (avec Claude Costy) : Club Tekki[14], centre de loisirs, Paris
- 1967 (avec Claude Costy) : Hôtel Thierry, l'eau vive[15],[16], rebaptisé Museumotel, à Raon-l'Étape, dans les Vosges.  Inscrit MH (2014).
- 1968 : Villa Pasquini[17] à Méry-sur-Cher, dans le Cher.
- 1968 (avec Claude Costy) : Villa la Ruine[18] à Minzier, en Haute-Savoie.  Inscrit MH (2017).
- 1970-1972 (avec Claude Costy): Atelier Palegre à Ponsas, dans la Drôme.
- 1971 (avec Claude Costy) : Maison Barreau[19] à Apremont, en Savoie.
- 1972 : Maison[20], à Saint-Chamond, dans la Loire.
- 1972 (avec Claude Costy) : Atelier de poterie à Ponsas[21], dans la Drôme
- 1973 (avec Claude Costy) : Permanence médicale à Genève dont l'annexe a la forme d'une soucoupe volante
- de 1971 à 1978 (avec Claude Costy) : Conception et réalisation partielle d'un nouveau quartier à Douvaine, en Haute-Savoie. Voulu en 1971 par le maire de l'époque, Jacques Miguet, le projet initial de « Ville évolutive » comprenait plusieurs bâtiments publics : salle des fêtes, place, écoles maternelle et primaire, un restaurant et une piscine olympique ; autour de ces bâtiments, le quartier conçu pour densifier la ville, devait accueillir de nombreuses habitations préfabriquées, en plastique, modulaires, évolutives, appelées Domobiles[5]. En partie détruit[3], il n'en subsiste qu'un ensemble labellisé le 10 mars 2003 au titre de « Patrimoine du xxe siècle »[4], il comporte :
  - La Bulle, salle polyvalente construite entre 1973 et 1976, créée par l'architecte suisse Pascal Haüsermann et Patrick Le Merdy répondant au style de l'architecture prospective. Son nom, né de l'usage des Douvainois, lui vient de son dôme d'origine de couleur bleue, remplacé en 1983 par un toit en zinc.
  - L'école Maternelle publique, construite entre 1976 et 1978, elle est l’œuvre intégrale de son épouse, l'architecte Claude Costy.
  - Le préau de l’école primaire publique, construit en 1976 par Pascal Haüsermann, est le dernier vestige de ce qui devait être la place publique. Deux préaux à l'origine, ils devaient servir d'arcades pour des commerces, s'inspirant de la vieille ville d'Annecy.